# Робърт Дугони
Робърт Дъгони (на английски: Robert Dugoni) е американски писател на бестселъри в жанра правен трилър.В България е издаден и като Робърт Дъгони.

## Биография и творчество
Робърт Дугони е роден на 17 февруари 1961 г. в Поукателоу, Айдахо, САЩ. Средно дете от десет братя и сестри. Отраства в Бърлингейм, Северна Калифорния и от малък иска да бъде писател.
Завършва с бакалавърска степен журналистика в Стандфордския университет през 1984 г., като става член на „Фи Бета Капа“ и работи за „Станфорд дейли“. След дипломирането си работи като репортер в „Лос Анджелис Таймс“ в Лос Анджелис. Едновременно учи и получава през 1987 г. докторска степен по право от Калифорнийския университет в Лос Анджелис. През следващите седемнайсет години работи като адвокат по граждански съдебни искове в Сан Франциско и Сиатъл към адвокатската кантора „Гордън и Рийс“. Докато работи като адвокат изучава и актьорско майсторство към „Американ Консерватори Тиатър“ в Сан Франциско.
Преследвайки мечтата си от детинство, напуска професията си през 1999 г., установява се със съпругата си в Сиатъл, и се посвещава на писателската си кариера. В следващите години пише три романа и с тях печели литературни конкурси през 1999 и 2000 г.
Първата му книга в съавторство с Джоузеф Хиллдорфер „The Cyanide Canary“ е публикувана през 2004 г. Тя разглежда престъпления срещу околната среда в Сода Спрингс, Айдахо. Удостоена с отличието „книга на годината“ на Айдахо и „Вашингтон поуст“.
През 2006 г. е издаден първият му трилър „Всички виновни“ от поредицата „Дейвид Слоун“. Главният герой Дейвид Слоун е най-добрият адвокат по наказателно право в Сан Франциско, без загубено дело. Един ден получава секретен документ, който ще осветли постоянния му нощен кошмар, а източникът е убит. В разследването му се включват бившия агент на ЦРУ Чарлз Дженкинс и детектива Том Моли, а трийсетгодишен заговор заплашва и техния живот. Романът става бестселър на „Ню Йорк Таймс“ и го прави известен.
През 2014 г. е издаден трилърът му „My Sister's Grave“ (Гробът на сестра ми) от поредицата „Трейси Кросвийт“. Главната героиня е първата жена детектив в Сиатъл и в продължение на 20 години търси кой е отвлякъл и убил малката ѝ сестра. Разкритието обаче ще я шокира и ще ѝ навлече смъртна опасност. Романът става бестселър в продължение на месеци.
Писателят е двукратен носител на наградата на Северозападната тихоокеанска асоциация на писателите. Освен с писане се занимава и с лекции за начинаещи писатели.
Робърт Дугони живее със семейството си в Сиатъл.

## Произведения

### Самостоятелни романи
- Damage Control (2007)
Необходими жертви, изд.: ИК „ЕРА“, София (2006), прев. Марин Загорчев
Необходими жертви, изд.: „СББ Медиа“, София (2015), прев. Марин Загорчев
- The 7th Canon (2016)
- The Extraordinary Life of Sam Hell (2018)
- The World Played Chess (2021)
- A Killing on the Hill (2024)

### Серия „Дейвид Слоун“ (David Sloane)
1. The Jury Master (2006)
Всички виновни, изд.: ИК „ЕРА“, София (2006), прев. Марин Загорчев
2. Wrongful Death (2009)
3. Bodily Harm (2010)
4. Murder One (2011)
5. The Conviction (2012)

### Серия „Трейси Кросвийт“ (Tracy Crosswhite)
1. My Sister's Grave (2014)
Гробът на сестра ми, изд.: „Benitorial“, София (2022), прев. Анелия Петрунова
2. Her Final Breath (2015)
Сетният й дъх, изд.: „Benitorial“, София (2023), прев. Анелия Петрунова
3. In the Clearing (2016)
4. The Trapped Girl (2017)
5. Close to Home (2017)
6. A Steep Price (2018)
7. A Cold Trail (2020)
8. In Her Tracks (2021)
9. What She Found (2022)
10. One Last Kill (2023)

- The Academy (2014)
- Third Watch (2015)
- The Last Line (2021)

### Серия „Чарлз Дженкинс“ (Charles Jenkins)
1. The Eighth Sister (2019)
2. The Last Agent (2020)
3. The Silent Sisters (2022)

### Серия „Кира Дъган“ (Keera Duggan)
1. Her Deadly Game (2023)
2. Beyond Reasonable Doubt (2024)

### Документалистика
- The Cyanide Canary (2004) – с Джоузеф Хиллдорфер